# Materiał naukowy
Materiał naukowy – w metodologii jest rezultatem wstępnym badania właściwego. Stanowi on punkt wyjścia do dalszego opracowania, celem ustalenia wyników, i do napisania pracy naukowej. 
Uczony opracowuje materiały naukowe po zakończeniu badań naukowych. Przechodzi przez kolejne etapy opracowania materiałów naukowych, określenia wyników częściowych i pojawienia się z nich wyników końcowych.

## Rozumienie materiału naukowego
Przez materiał naukowy rozumie się:
- materiał jako zbiór protokołów z samych tylko badań właściwych;
- materiał jako zbiór protokołów oraz wypisów z literatury przedmiotu;
- materiał jako zbiór protokołów, wypisów oraz techniczno-rzeczowych dowodów z badań wykonanych (fotografii, filmów, map, taśm magnetofonowych, wykresów, zapisów stron internetowych);
- materiał jako zbiór znalezisk nie związanych bezpośrednio z żadnym problemem naukowym; dotyczy to choćby znalezisk podróżniczych przekazywanych do muzeów.

## Materiały właściwe i pomocnicze
Materiały właściwe obejmują ogół zapisków wykonywanych w toku badań właściwych, w trakcie posługiwania się określoną metodą roboczą dla danego przedmiotu badań. Zapiski te służą do dalszego opracowania danego problemu. Potencjalnie tkwi w nich teoria badanego zjawiska w zakresie określonego problemu naukowego. 
Inne zapiski i przedmioty związane z danym problemem i mogące służyć do jego naukowego opracowania stanowią materiał pomocniczy.

## Opis materiału naukowego
Materiał naukowy jest środkiem do poznania prawd naukowych, etapem między problemem a prawdą naukową. Jednak czasem już samo zdobycie materiału naukowego jest ważnym osiągnięciem, a nieraz odkryciem naukowym. Niekiedy praca naukowa polega tylko na dokładnym sprawozdaniu z przebiegu poszukiwań materiału i jego wiernym opisie.
Istotną sprawą jest przechowywanie i porządkowanie materiałów naukowych, podobnie jak notatek i wyciągów z literatury przedmiotu. Przechowywanie i uporządkowanie w taki sposób, by można było łatwo i niezawodnie z nich korzystać. Ważniejsze jest to nawet bardziej dla materiałów naukowych niż dla notatek z literatury – po te ostatnie wystarczy po raz drugi sięgnąć na półkę czy wybrać się do biblioteki. 
Każdy opis składający się na materiały naukowe powinien być autonomiczny – zawierać zarówno zanotowane spostrzeżenia, jak i ich czas, miejsce, kategorię do których przynależą; tak by pojedyncza kartka z notatkami dała się wykorzystać niezależnie od tego jak daleko pozostaje od całego zbioru. To samo dotyczy notatek i wyciągów z literatury. Opis ten nazywa się niekiedy fiszką.

## Opracowanie materiału naukowego
Po zebraniu materiału następuje czas na jego opracowanie. "Niekiedy z kilkunastu lub nawet z kilkuset teczek z notatkami pozostaje – po opracowaniu – jedna skromna teczka, zawierająca wnioski częściowe, tablice, wykresy, zestawienia statystyczne i próbne fragmenty ujęć stylistycznych do czynności dalszych" – wskazuje Józef Pieter. 
Opracowanie materiału naukowego jest przede wszystkim wyborem potrzebnych informacji, po części uogólnieniem spostrzeżeń, zestawieniem danych w formie tabel i wykresów. Opracowanie materiałów jest procesem przygotowania materiału do pisarskiego wykonania pracy, zakończonego pomyślnie publikacją naukową. Jest procesem poszukiwania związków myślowych – wyjaśnianiem zjawisk, przeprowadzaniem dowodów, łączeniem ze sobą pojęć, potwierdzaniem słuszności swych hipotez. Służy wydobywaniu faktów naukowych z zebranego materiału – służy stwierdzeniu prawd naukowych.
Stwierdzanie faktów naukowych to pojęciowe odzwierciedlanie jakiegoś konkretnego stanu rzeczywistości, poznanego zmysłowo bezpośrednio lub pośrednio. Wszelkie fakty oznaczają nie tylko jakiś obiektywnie istniejący stan rzeczy, ale i również nasz stosunek poznawczy do niego. Jednak nie wszystkie fakty to fakty naukowe.